# Pseudogordiorhynchus antonmeyeri
Pseudogordiorhynchus antonmeyeri är en hakmaskart som beskrevs av Yves-Jean Golvan 1957. Pseudogordiorhynchus antonmeyeri ingår i släktet Pseudogordiorhynchus och familjen Plagiorhynchidae. Inga underarter finns listade i Catalogue of Life.